# Bandeira de Sealand
A bandeira de Sealand consiste em um pano que está dividido em duas metades por uma de suas diagonais (a ascendente desde o lado mais próximo ao mastro). A metade superior é de cor vermelha  a inferior é de cor preta com uma faixa branca. A faixa branca na diagonal ascendente um de seus lados.

Sealand é um estado autodeclarado, mas não é reconhecido internacionalmente, ela é uma antiga plataforma marinha construída pela Marinha Real Britânica em 1952 e as águas territoriais em um raio de 12 milhas náuticas. Sealand encontra-se no Mar do Norte, a 10 km da costa do Reino Unido.